# Нинбург (Зале)
Нинбург (њем. Nienburg) град је у њемачкој савезној држави Саксонија-Анхалт. Једно је од 21 општинског средишта округа Салцланд. Према процјени из 2010. у граду је живјело 7.242 становника. Посједује регионалну шифру (AGS) 15089235.

## Географски и демографски подаци
Нинбург се налази у савезној држави Саксонија-Анхалт у округу Салцланд. Град се налази на надморској висини од 65 метара. Површина општине износи 79,1 km². У самом граду је, према процјени из 2010. године, живјело 7.242 становника. Просјечна густина становништва износи 92 становника/km².